# هفینگن
هفینگن (به لوکزامبورگی: Hiefenech) یک شهرداری در استان مرش کشور لوکزامبورگ است که ۱۳٫۳۴ کیلومترمربع مساحت دارد و جمعیت آن در سال ۲۰۰۹ میلادی ۹۰۰ نفر بوده‌است.